# 張敦
張 敦（ちょう とん、生没年不詳）は、中国後漢末期の政治家。字は叔方。揚州呉郡の人。子は張純。

## 生涯
同時代の呉郡の人物では顧邵と陸績が特に名声高く、張敦・陸遜・卜静がそれに次ぐ立場だったとされる。厚徳と度量があり、清廉かつ淡泊な性格で、また文章力に長けていた。
建安14年（209年）に孫権が車騎将軍の官に就くと、張敦はその幕下の西曹掾となる。その後、主簿を経て、海昏県令の官に就くと、甚だ恵みある政治を敷いた。歳32で没した。
『三国志』孫皓伝の注に引く陸機の『弁亡論』では、その才能によって要職に当たり、非凡な行動をした人物の一人として、虞翻・陸績・張温と共に名を挙げられている。